# Jičíněves
Jičíněves è un comune della Repubblica Ceca facente parte del distretto di Jičín, nella regione di Hradec Králové.

## Monumenti e luoghi d'interesse
- Castello di Jičíněves